# 牧野村 (奈良県)
牧野村（まきのむら）は奈良県中部、宇智郡に属していた村。現在は五條市の北西部。

## 歴史
- 1889年（明治22年）4月1日 - 町村制の施行により、宇智郡 中之村、上之村、北山村、大沢村、木ノ原村、畑田村、下之村、釜窪村、和歌山県 伊都郡 真土村（飛地）が合併し、宇智郡牧野村が成立。真土村飛地は大字畑田の一部となる。
- 1957年（昭和32年）10月15日 - 五條町、野原町、北宇智村、宇智村、阪合部村、大阿太村、南阿太村と合併し、五條市が発足。同日牧野村廃止。

## 交通

### 道路
- 一級国道24号（現：国道24号）